# Palmetto Bay
Pour les articles homonymes, voir Palmetto.
 Palmetto Bay  est un village des États-Unis situé en Floride dans le comté de Miami-Dade en banlieue sud de Miami. Le village de Palmetto Bay s'est incorporé le 10 septembre 2002. Selon le Bureau du recensement des États-Unis, Palmetto Bay avait une population de 24 469 habitants en 2006.

## Démographie
| 2000   | 2010   | - | - | - | - |
| ------ | ------ | - | - | - | - |
| 24 469 | 23 410 | - | - | - | - |